# FIS Cup w skokach narciarskich 2012/2013
FIS Cup w skokach narciarskich sezon 2012/2013 – 8. edycja FIS Cupu, która rozpoczęła się 9 czerwca 2012 roku w rumuńskim Râșnovie, a zakończyła 24 marca 2013 roku w niemieckim Oberstdorfie. W sumie rozegranych zostało 21 konkursów, w tym 9 zawodów letnich i 12 zimowych.
Zawody w Râșnovie, które zainaugurowały rywalizację w cyklu FIS Cup w sezonie 2012/2013, były pierwszymi w historii oficjalnymi zawodami pucharowymi w skokach narciarskich rozgrywanymi pod egidą Międzynarodowej Federacji Narciarskiej, które miały miejsce w Rumunii. Zaplanowane na przełom listopada i grudnia zawody w Notodden zostały odwołane z powodu niesprzyjających warunków pogodowych. Kończące cykl zawody w Garmisch-Partenkirchen z powodu braku śniegu przeniesiono do Oberstdorfu.

## Kalendarz i wyniki
| Lp.                                                             | Data                                                            | Miejscowość                                                     | HS                                                              | Uwagi                                                           | 1. miejsce           | 2. miejsce           | 3. miejsce                        |
| --------------------------------------------------------------- | --------------------------------------------------------------- | --------------------------------------------------------------- | --------------------------------------------------------------- | --------------------------------------------------------------- | -------------------- | -------------------- | --------------------------------- |
| 1.                                                              | 9 czerwca 2012                                                  | Râșnov                                                          | HS-71                                                           | –                                                               | Jure Šinkovec        | Lukáš Hlava          | Robert Kranjec                    |
| 2.                                                              | 14 lipca 2012                                                   | Villach                                                         | HS-98                                                           | –                                                               | Markus Schiffner     | Thomas Diethart      | Andraž Pograjc                    |
| 3.                                                              | 15 lipca 2012                                                   | Villach                                                         | HS-98                                                           | –                                                               | Markus Schiffner     | Władisław Bojarincew | Johannes Obermayr                 |
| 4.                                                              | 8 sierpnia 2012                                                 | Kuopio                                                          | HS-127                                                          | –                                                               | Janne Happonen       | Olli Muotka          | Sami Niemi                        |
| 5.                                                              | 9 sierpnia 2012                                                 | Kuopio                                                          | HS-127                                                          | –                                                               | Janne Happonen       | Olli Muotka          | Markus Schiffner                  |
| 6.                                                              | 8 września 2012                                                 | Wisła                                                           | HS-134                                                          | –                                                               | Daniel Althaus       | Rafał Śliż           | Felix Brodauf                     |
| 7.                                                              | 9 września 2012                                                 | Wisła                                                           | HS-134                                                          | –                                                               | Čestmír Kožíšek      | Artur Kukuła         | Daniel Althaus                    |
| 8.                                                              | 6 października 2012                                             | Einsiedeln                                                      | HS-117                                                          | –                                                               | Michaił Maksimoczkin | Pascal Sommer        | Pascal Egloff                     |
| 9.                                                              | 7 października 2012                                             | Einsiedeln                                                      | HS-117                                                          | –                                                               | Pascal Kälin         | Sacha Gardet         | Michaił Maksimoczkin              |
| —                                                               | 30 listopada 2012                                               | Notodden                                                        | HS-100                                                          | [ a ]                                                           | odwołany             | odwołany             | odwołany                          |
| —                                                               | 1 grudnia 2012                                                  | Notodden                                                        | HS-100                                                          | [ a ]                                                           | odwołany             | odwołany             | odwołany                          |
| 10.                                                             | 15 grudnia 2013                                                 | Winterberg                                                      | HS-87                                                           | –                                                               | David Unterberger    | Florian Horst        | Kang Chil-ku                      |
| 11.                                                             | 16 grudnia 2013                                                 | Winterberg                                                      | HS-87                                                           | –                                                               | Felix Schoft         | David Unterberger    | Markus Eggenhofer                 |
| 12.                                                             | 19 stycznia 2013                                                | Râșnov                                                          | HS-100                                                          | –                                                               | Radik Żaparow        | Iulian Pîtea         | Remus Tudor                       |
| 13.                                                             | 20 stycznia 2013                                                | Râșnov                                                          | HS-100                                                          | –                                                               | Iulian Pîtea         | Radik Żaparow        | Przemysław Kantyka                |
| 14.                                                             | 9 lutego 2013                                                   | Zakopane                                                        | HS-134                                                          | –                                                               | David Winkler        | Łukasz Rutkowski     | Markus Eisenbichler               |
| 15.                                                             | 10 lutego 2013                                                  | Zakopane                                                        | HS-134                                                          | –                                                               | David Winkler        | Tobias Lugert        | Florian Menz                      |
| 16.                                                             | 16 lutego 2013                                                  | Brattleboro                                                     | HS-98                                                           | –                                                               | Christopher Lamb     | Yūya Yamada          | Nicholas Fairall                  |
| 17.                                                             | 17 lutego 2013                                                  | Brattleboro                                                     | HS-98                                                           | –                                                               | Christopher Lamb     | Yūya Yamada          | Nicholas Fairall Nicholas Mattoon |
| 18.                                                             | 23 lutego 2013                                                  | Kranj                                                           | HS-109                                                          | –                                                               | Stephan Leyhe        | Ernest Prišlič       | Gašper Bartol                     |
| 19.                                                             | 24 lutego 2013                                                  | Kranj                                                           | HS-109                                                          | –                                                               | David Unterberger    | Pius Paschke         | Primož Pikl                       |
| 20.                                                             | 16 marca 2013                                                   | Oberstdorf                                                      | HS-106                                                          | [ b ]                                                           | Michael Dreher       | Markus Eisenbichler  | Tobias Lugert                     |
| 21.                                                             | 17 marca 2013                                                   | Oberstdorf                                                      | HS-106                                                          | [ b ]                                                           | Tobias Bogner        | Markus Eisenbichler  | Tobias Lugert                     |
| FIS Cup w skokach narciarskich 2012/2013 – klasyfikacja końcowa | FIS Cup w skokach narciarskich 2012/2013 – klasyfikacja końcowa | FIS Cup w skokach narciarskich 2012/2013 – klasyfikacja końcowa | FIS Cup w skokach narciarskich 2012/2013 – klasyfikacja końcowa | FIS Cup w skokach narciarskich 2012/2013 – klasyfikacja końcowa | David Unterberger    | Markus Eisenbichler  | Markus Schiffner                  |

## Statystyki indywidualne
| Zawodnik | Râșnov 09.06 | Villach 14.07 | Villach 15.07 | Kuopio 08.08 | Kuopio 09.08 | Wisła 08.09 | Wisła 09.09 | Einsiedeln 06.10 | Einsiedeln 07.10 | Winterberg 15.12 | Winterberg 16.12 | Râșnov 19.01 | Râșnov 20.01 | Zakopane 09.02 | Zakopane 10.02 | Brattleboro 16.02 | Brattleboro 17.02 | Kranj 23.02 | Kranj 24.02 | Oberstdorf 16.03 | Oberstdorf 17.03 |         |         |         |         |         |         |         |         |
| Austria | Austria      | Austria       | Austria       | Austria      | Austria      | Austria     | Austria     | Austria          | Austria          | Austria          | Austria          | Austria      | Austria      | Austria        | Austria        | Austria           | Austria           | Austria     | Austria     | Austria          | Austria          | Austria | Austria | Austria | Austria | Austria | Austria | Austria | Austria |
| --- | ------------ | ------------- | ------------- | ------------ | ------------ | ----------- | ----------- | ---------------- | ---------------- | ---------------- | ---------------- | ------------ | ------------ | -------------- | -------------- | ----------------- | ----------------- | ----------- | ----------- | ---------------- | ---------------- | ------- | ------- | ------- | ------- | ------- | ------- | ------- | ------- |
| Clemens Aigner | –            | 6             | 10            | –            | –            | –           | –           | –                | –                | –                | –                | –            | –            | –              | –              | –                 | –                 | –           | –           | –                | –                |         |         |         |         |         |         |         |         |
| Philipp Aschenwald | –            | 33            | 5             | –            | –            | –           | –           | –                | –                | –                | –                | –            | –            | –              | –              | –                 | –                 | –           | –           | 10               | 7                |         |         |         |         |         |         |         |         |
| Thomas Diethart | –            | 2             | 5             | –            | –            | –           | –           | –                | –                | –                | –                | –            | –            | –              | –              | –                 | –                 | –           | –           | –                | –                |         |         |         |         |         |         |         |         |
| Markus Eggenhofer | 11           | 13            | 15            | –            | –            | –           | –           | –                | –                | 34               | 3                | –            | –            | 16             | 26             | –                 | –                 | –           | –           | –                | –                |         |         |         |         |         |         |         |         |
| Simon Greiderer | –            | 27            | 8             | –            | –            | –           | –           | –                | –                | –                | –                | –            | –            | –              | –              | –                 | –                 | –           | –           | –                | –                |         |         |         |         |         |         |         |         |
| Florian Gugg | –            | 24            | 24            | –            | –            | –           | –           | –                | –                | –                | –                | –            | –            | –              | –              | –                 | –                 | 18          | 9           | –                | –                |         |         |         |         |         |         |         |         |
| Alexander Hayböck | –            | 18            | 19            | –            | –            | –           | –           | –                | –                | –                | –                | –            | –            | –              | –              | –                 | –                 | 24          | 19          | –                | –                |         |         |         |         |         |         |         |         |
| Stefan Hayböck | 7            | –             | –             | dns          | 7            | –           | –           | –                | –                | –                | –                | –            | –            | –              | –              | –                 | –                 | –           | –           | –                | –                |         |         |         |         |         |         |         |         |
| Thomas Hofer | –            | 48            | 63            | –            | –            | –           | –           | –                | –                | –                | –                | –            | –            | –              | –              | –                 | –                 | –           | –           | 68               | 50               |         |         |         |         |         |         |         |         |
| Daniel Huber | –            | –             | –             | –            | –            | –           | –           | –                | –                | –                | –                | –            | –            | 23             | 21             | –                 | –                 | 21          | 15          | –                | –                |         |         |         |         |         |         |         |         |
| Stefan Huber | –            | 47            | 38            | –            | –            | –           | –           | –                | –                | –                | –                | –            | –            | –              | –              | –                 | –                 | 7           | 11          | 58               | 23               |         |         |         |         |         |         |         |         |
| Mario Innauer | –            | –             | –             | –            | –            | –           | –           | –                | –                | dns              | dns              | –            | –            | –              | –              | –                 | –                 | –           | –           | –                | –                |         |         |         |         |         |         |         |         |
| Thomas Juffinger | –            | –             | –             | –            | –            | –           | –           | –                | –                | –                | –                | 13           | 15           | –              | –              | –                 | –                 | –           | –           | –                | –                |         |         |         |         |         |         |         |         |
| Björn Koch | –            | –             | –             | –            | –            | –           | –           | –                | –                | –                | –                | 9            | 8            | –              | –              | –                 | –                 | 32          | 28          | –                | –                |         |         |         |         |         |         |         |         |
| Patrick Leitner | –            | 49            | 67            | –            | –            | –           | –           | –                | –                | –                | –                | –            | –            | –              | –              | –                 | –                 | –           | –           | –                | –                |         |         |         |         |         |         |         |         |
| Mario Mendel | –            | 40            | 56            | –            | –            | –           | –           | –                | –                | –                | –                | –            | –            | –              | –              | –                 | –                 | –           | –           | –                | –                |         |         |         |         |         |         |         |         |
| Thomas Morgenstern | 4            | –             | –             | –            | –            | –           | –           | –                | –                | –                | –                | –            | –            | –              | –              | –                 | –                 | –           | –           | –                | –                |         |         |         |         |         |         |         |         |
| Lukas Müller | –            | –             | –             | –            | –            | –           | –           | –                | –                | –                | –                | –            | –            | –              | –              | –                 | –                 | –           | –           | 24               | 20               |         |         |         |         |         |         |         |         |
| Johannes Obermayr | –            | 5             | 3             | –            | –            | –           | –           | –                | –                | –                | –                | –            | –            | –              | –              | –                 | –                 | 16          | 5           | 4                | 20               |         |         |         |         |         |         |         |         |
| Thomas Ortner | –            | 14            | 32            | –            | –            | –           | –           | –                | –                | –                | –                | –            | –            | –              | –              | –                 | –                 | –           | –           | –                | –                |         |         |         |         |         |         |         |         |
| Roland Rokita | –            | –             | –             | –            | –            | –           | –           | –                | –                | –                | –                | –            | –            | –              | –              | –                 | –                 | 26          | 36          | 43               | 45               |         |         |         |         |         |         |         |         |
| Lucas Schaffer | –            | –             | –             | –            | –            | –           | –           | –                | –                | –                | –                | –            | –            | –              | –              | –                 | –                 | 17          | 42          | –                | –                |         |         |         |         |         |         |         |         |
| Markus Schiffner | 6            | 1             | 1             | dns          | 3            | –           | –           | –                | –                | –                | –                | –            | –            | –              | –              | –                 | –                 | –           | –           | –                | –                |         |         |         |         |         |         |         |         |
| Martin Schmid | –            | –             | –             | –            | –            | –           | –           | –                | –                | –                | –                | –            | –            | –              | –              | –                 | –                 | 22          | 16          | 21               | 16               |         |         |         |         |         |         |         |         |
| Christoph Stauder | –            | –             | –             | –            | –            | –           | –           | –                | –                | 6                | 8                | –            | –            | 11             | 13             | –                 | –                 | –           | –           | 13               | 8                |         |         |         |         |         |         |         |         |
| Maximilian Steiner | –            | 40            | 41            | –            | –            | –           | –           | –                | –                | –                | –                | –            | –            | –              | –              | –                 | –                 | –           | –           | –                | –                |         |         |         |         |         |         |         |         |
| Patrick Streitler | –            | –             | –             | –            | –            | –           | –           | –                | –                | –                | –                | –            | –            | 4              | 16             | –                 | –                 | –           | –           | –                | –                |         |         |         |         |         |         |         |         |
| Andreas Strolz | –            | 12            | 35            | –            | –            | –           | –           | –                | –                | –                | –                | –            | –            | –              | –              | –                 | –                 | –           | –           | –                | –                |         |         |         |         |         |         |         |         |
| Elias Tollinger | –            | 10            | 23            | –            | –            | –           | –           | –                | –                | –                | –                | –            | –            | –              | –              | –                 | –                 | –           | –           | –                | –                |         |         |         |         |         |         |         |         |
| David Unterberger | –            | –             | –             | –            | –            | –           | –           | –                | –                | 1                | 2                | –            | –            | –              | –              | –                 | –                 | 10          | 1           | 15               | 5                |         |         |         |         |         |         |         |         |
| Ulrich Wohlgenannt | –            | 29            | 41            | –            | –            | –           | –           | –                | –                | –                | –                | –            | –            | –              | –              | –                 | –                 | –           | –           | 17               | 11               |         |         |         |         |         |         |         |         |
| Białoruś |              |               |               |              |              |             |             |                  |                  |                  |                  |              |              |                |                |                   |                   |             |             |                  |                  |         |         |         |         |         |         |         |         |
| Mikita Ahibałau | –            | –             | –             | –            | –            | –           | –           | –                | –                | –                | –                | 35           | dsq          | –              | –              | –                 | –                 | –           | –           | –                | –                |         |         |         |         |         |         |         |         |
| Mikita Maładcou | 33           | –             | –             | –            | –            | –           | –           | –                | –                | –                | –                | 32           | 34           | 77             | dns            | –                 | –                 | –           | –           | –                | –                |         |         |         |         |         |         |         |         |
| Alaksiej Murawicki | –            | –             | –             | –            | –            | –           | –           | –                | –                | –                | –                | –            | –            | 68             | 69             | –                 | –                 | –           | –           | –                | –                |         |         |         |         |         |         |         |         |
| Jauhien Myckaniuk | 31           | –             | –             | –            | –            | 52          | 48          | 45               | 42               | –                | –                | 24           | 22           | 76             | 67             | –                 | –                 | –           | –           | –                | –                |         |         |         |         |         |         |         |         |
| Bułgaria |              |               |               |              |              |             |             |                  |                  |                  |                  |              |              |                |                |                   |                   |             |             |                  |                  |         |         |         |         |         |         |         |         |
| Dejan Funtarow | 17           | –             | –             | –            | –            | –           | –           | –                | –                | –                | –                | –            | –            | –              | –              | –                 | –                 | –           | –           | –                | –                |         |         |         |         |         |         |         |         |
| Ewelin Mitew | –            | –             | –             | –            | –            | –           | –           | –                | –                | –                | –                | 33           | dns          | –              | –              | –                 | –                 | 58          | dns         | –                | –                |         |         |         |         |         |         |         |         |
| Krasimir Simitczijski | –            | –             | –             | –            | –            | –           | –           | –                | –                | –                | –                | 37           | dns          | –              | –              | –                 | –                 | 60          | dns         | –                | –                |         |         |         |         |         |         |         |         |
| Czechy |              |               |               |              |              |             |             |                  |                  |                  |                  |              |              |                |                |                   |                   |             |             |                  |                  |         |         |         |         |         |         |         |         |
| David Bartoš | –            | –             | –             | –            | –            | –           | –           | –                | –                | 31               | 22               | –            | –            | 44             | 25             | –                 | –                 | –           | –           | 31               | 39               |         |         |         |         |         |         |         |         |
| Tomáš Friedrich | 14           | 61            | 52            | –            | –            | –           | –           | –                | –                | 9                | 13               | –            | –            | 24             | 31             | –                 | –                 | –           | –           | 58               | 36               |         |         |         |         |         |         |         |         |
| Vít Háček | 18           | 44            | 49            | –            | –            | –           | –           | –                | –                | 36               | 37               | –            | –            | –              | –              | –                 | –                 | –           | –           | –                | –                |         |         |         |         |         |         |         |         |
| Lukáš Hlava | 2            | –             | –             | –            | –            | –           | –           | –                | –                | –                | –                | –            | –            | –              | –              | –                 | –                 | –           | –           | –                | –                |         |         |         |         |         |         |         |         |
| František Holík | –            | –             | –             | –            | –            | –           | –           | –                | –                | 47               | 47               | –            | –            | –              | –              | –                 | –                 | –           | –           | –                | –                |         |         |         |         |         |         |         |         |
| Miloš Kadlec | 9            | –             | –             | –            | –            | 20          | 12          | –                | –                | –                | –                | –            | –            | 39             | 19             | –                 | –                 | –           | –           | –                | –                |         |         |         |         |         |         |         |         |
| Roman Koudelka | 8            | –             | –             | –            | –            | –           | –           | –                | –                | –                | –                | –            | –            | –              | –              | –                 | –                 | –           | –           | –                | –                |         |         |         |         |         |         |         |         |
| Čestmír Kožíšek | –            | 8             | 15            | –            | –            | 12          | 1           | –                | –                | –                | –                | –            | –            | –              | –              | –                 | –                 | –           | –           | –                | –                |         |         |         |         |         |         |         |         |
| Jiří Mazoch | –            | 23            | 35            | –            | –            | 5           | 26          | –                | –                | –                | –                | –            | –            | 15             | 38             | –                 | –                 | –           | –           | –                | –                |         |         |         |         |         |         |         |         |
| David Ripper | –            | –             | –             | –            | –            | 32          | 7           | –                | –                | –                | –                | –            | –            | 64             | 55             | –                 | –                 | –           | –           | –                | –                |         |         |         |         |         |         |         |         |
| Filip Sakala | –            | 49            | 11            | –            | –            | 10          | 11          | –                | –                | 38               | 38               | –            | –            | 35             | 45             | –                 | –                 | –           | –           | –                | –                |         |         |         |         |         |         |         |         |
| Jan Souček | –            | –             | –             | –            | –            | –           | –           | –                | –                | 22               | 54               | –            | –            | 52             | 28             | –                 | –                 | –           | –           | 39               | 36               |         |         |         |         |         |         |         |         |
| Vojtěch Štursa | 5            | –             | –             | –            | –            | 21          | 16          | –                | –                | 30               | 12               | –            | –            | –              | –              | –                 | –                 | –           | –           | 31               | 43               |         |         |         |         |         |         |         |         |
| Estonia |              |               |               |              |              |             |             |                  |                  |                  |                  |              |              |                |                |                   |                   |             |             |                  |                  |         |         |         |         |         |         |         |         |
| Kristjan Ilves | –            | –             | –             | 22           | 29           | –           | –           | –                | –                | –                | –                | –            | –            | –              | –              | –                 | –                 | –           | –           | –                | –                |         |         |         |         |         |         |         |         |
| Martti Nõmme | –            | –             | –             | dsq          | 28           | –           | –           | –                | –                | –                | –                | –            | –            | –              | –              | –                 | –                 | –           | –           | –                | –                |         |         |         |         |         |         |         |         |
| Illimar Pärn | –            | –             | –             | 24           | dsq          | –           | –           | –                | –                | –                | –                | –            | –            | –              | –              | –                 | –                 | –           | –           | –                | –                |         |         |         |         |         |         |         |         |
| Siim-Tanel Sammelselg | –            | –             | –             | 37           | 34           | –           | –           | –                | –                | –                | –                | –            | –            | –              | –              | –                 | –                 | –           | –           | –                | –                |         |         |         |         |         |         |         |         |
| Finlandia |              |               |               |              |              |             |             |                  |                  |                  |                  |              |              |                |                |                   |                   |             |             |                  |                  |         |         |         |         |         |         |         |         |
| Antti Aalto | –            | –             | –             | 15           | 15           | –           | –           | –                | –                | –                | –                | –            | –            | –              | –              | –                 | –                 | –           | –           | –                | –                |         |         |         |         |         |         |         |         |
| Lauri Asikainen | –            | –             | –             | 5            | 8            | –           | –           | –                | –                | –                | –                | –            | –            | –              | –              | –                 | –                 | –           | –           | –                | –                |         |         |         |         |         |         |         |         |
| Janne Happonen | –            | –             | –             | 1            | 1            | –           | –           | –                | –                | –                | –                | –            | –            | –              | –              | –                 | –                 | –           | –           | –                | –                |         |         |         |         |         |         |         |         |
| Sami Heiskanen | –            | –             | –             | 10           | 22           | –           | –           | –                | –                | –                | –                | –            | –            | –              | –              | –                 | –                 | –           | –           | –                | –                |         |         |         |         |         |         |         |         |
| Matti Herola | –            | –             | –             | 6            | 10           | –           | –           | –                | –                | –                | –                | –            | –            | –              | –              | –                 | –                 | –           | –           | –                | –                |         |         |         |         |         |         |         |         |
| Sebastian Klinga | –            | –             | –             | 13           | 13           | –           | –           | –                | –                | –                | –                | –            | –            | –              | –              | –                 | –                 | –           | –           | –                | –                |         |         |         |         |         |         |         |         |
| Janne Korhonen | –            | –             | –             | –            | –            | –           | –           | –                | –                | –                | –                | –            | –            | –              | –              | –                 | –                 | –           | –           | 56               | 76               |         |         |         |         |         |         |         |         |
| Mika Kulmala | –            | –             | –             | 4            | 6            | –           | –           | –                | –                | –                | –                | –            | –            | –              | –              | –                 | –                 | –           | –           | –                | –                |         |         |         |         |         |         |         |         |
| Jere Kykkänen | –            | –             | –             | 18           | 12           | –           | –           | –                | –                | –                | –                | –            | –            | –              | –              | –                 | –                 | –           | –           | –                | –                |         |         |         |         |         |         |         |         |
| Ville Larinto | –            | –             | –             | 14           | 20           | –           | –           | –                | –                | –                | –                | –            | –            | –              | –              | –                 | –                 | –           | –           | –                | –                |         |         |         |         |         |         |         |         |
| Aapo Lehtinen | –            | –             | –             | 28           | 32           | –           | –           | –                | –                | –                | –                | –            | –            | –              | –              | –                 | –                 | –           | –           | 73               | 61               |         |         |         |         |         |         |         |         |
| Antti Määttä | –            | –             | –             | 27           | 31           | –           | –           | –                | –                | –                | –                | –            | –            | –              | –              | –                 | –                 | –           | –           | –                | –                |         |         |         |         |         |         |         |         |
| Jarkko Määttä | –            | –             | –             | 12           | 9            | –           | –           | –                | –                | –                | –                | –            | –            | –              | –              | –                 | –                 | –           | –           | –                | –                |         |         |         |         |         |         |         |         |
| Olli Muotka | –            | –             | –             | 2            | 2            | –           | –           | –                | –                | –                | –                | –            | –            | –              | –              | –                 | –                 | –           | –           | –                | –                |         |         |         |         |         |         |         |         |
| Sami Niemi | –            | –             | –             | 3            | 5            | –           | –           | –                | –                | –                | –                | –            | –            | –              | –              | –                 | –                 | –           | –           | –                | –                |         |         |         |         |         |         |         |         |
| Juho Ojala | –            | –             | –             | 34           | 24           | –           | –           | –                | –                | –                | –                | –            | –            | –              | –              | –                 | –                 | –           | –           | –                | –                |         |         |         |         |         |         |         |         |
| Sami Saapunki | –            | –             | –             | 11           | 21           | –           | –           | –                | –                | –                | –                | –            | –            | –              | –              | –                 | –                 | –           | –           | –                | –                |         |         |         |         |         |         |         |         |
| Frans Tähkävuori | –            | –             | –             | –            | –            | –           | –           | –                | –                | –                | –                | –            | –            | –              | –              | –                 | –                 | –           | –           | 53               | 34               |         |         |         |         |         |         |         |         |
| Riku Tähkävuori | –            | –             | –             | 32           | 26           | –           | –           | –                | –                | –                | –                | –            | –            | –              | –              | –                 | –                 | –           | –           | –                | –                |         |         |         |         |         |         |         |         |
| Ossi-Pekka Valta | –            | –             | –             | 26           | 25           | –           | –           | –                | –                | –                | –                | –            | –            | –              | –              | –                 | –                 | –           | –           | –                | –                |         |         |         |         |         |         |         |         |
| Elias Vänskä | –            | –             | –             | 33           | 36           | –           | –           | –                | –                | –                | –                | –            | –            | –              | –              | –                 | –                 | –           | –           | –                | –                |         |         |         |         |         |         |         |         |
| Miika Ylipulli | –            | –             | –             | dns          | dsq          | –           | –           | –                | –                | 18               | 5                | –            | –            | –              | –              | –                 | –                 | –           | –           | –                | –                |         |         |         |         |         |         |         |         |
| Santeri Ylitapio | –            | –             | –             | –            | –            | –           | –           | –                | –                | –                | –                | –            | –            | –              | –              | –                 | –                 | –           | –           | 21               | 22               |         |         |         |         |         |         |         |         |
| Francja |              |               |               |              |              |             |             |                  |                  |                  |                  |              |              |                |                |                   |                   |             |             |                  |                  |         |         |         |         |         |         |         |         |
| Martin Espiau | –            | –             | –             | –            | –            | –           | –           | 36               | 32               | –                | –                | –            | –            | –              | –              | –                 | –                 | –           | –           | –                | –                |         |         |         |         |         |         |         |         |
| Julien Faivre Rampant | –            | –             | –             | –            | –            | –           | –           | 31               | 22               | –                | –                | –            | –            | –              | –              | –                 | –                 | –           | –           | –                | –                |         |         |         |         |         |         |         |         |
| Sacha Gardet | –            | –             | –             | –            | –            | –           | –           | 11               | 2                | –                | –                | –            | –            | –              | –              | –                 | –                 | –           | –           | 52               | 57               |         |         |         |         |         |         |         |         |
| Nicolas Mayer | –            | –             | –             | –            | –            | –           | –           | –                | –                | –                | –                | –            | –            | –              | –              | –                 | –                 | –           | –           | 26               | 47               |         |         |         |         |         |         |         |         |
| Benjamin Raffort | –            | –             | –             | –            | –            | –           | –           | 21               | 11               | –                | –                | –            | –            | –              | –              | –                 | –                 | –           | –           | 37               | 60               |         |         |         |         |         |         |         |         |
| Édouard Vanini | –            | –             | –             | –            | –            | –           | –           | 34               | 38               | –                | –                | –            | –            | –              | –              | –                 | –                 | –           | –           | –                | –                |         |         |         |         |         |         |         |         |
| David Viry | –            | –             | –             | –            | –            | –           | –           | –                | –                | –                | –                | –            | –            | –              | –              | –                 | –                 | –           | –           | 64               | 61               |         |         |         |         |         |         |         |         |
| Grecja |              |               |               |              |              |             |             |                  |                  |                  |                  |              |              |                |                |                   |                   |             |             |                  |                  |         |         |         |         |         |         |         |         |
| Nikos Polichronidis | –            | –             | –             | –            | –            | –           | –           | –                | –                | –                | –                | –            | –            | –              | –              | –                 | –                 | –           | –           | 38               | 64               |         |         |         |         |         |         |         |         |
| Holandia |              |               |               |              |              |             |             |                  |                  |                  |                  |              |              |                |                |                   |                   |             |             |                  |                  |         |         |         |         |         |         |         |         |
| Lars Antonissen | 25           | –             | –             | 34           | 37           | 52          | 31          | 20               | 29               | 43               | 39               | –            | –            | –              | –              | –                 | –                 | –           | –           | 80               | 74               |         |         |         |         |         |         |         |         |
| Rico de Jong | 21           | –             | –             | –            | –            | 50          | 50          | 41               | 41               | 57               | 53               | –            | –            | –              | –              | –                 | –                 | –           | –           | –                | –                |         |         |         |         |         |         |         |         |
| Ruben de Wit | 13           | 62            | 69            | 19           | 27           | 36          | 23          | 16               | 20               | 20               | 19               | –            | –            | –              | –              | 7                 | 19                | –           | –           | 39               | 47               |         |         |         |         |         |         |         |         |
| Oldrik van der Aalst | 10           | 44            | 75            | 30           | dns          | –           | –           | 25               | 14               | 10               | 35               | –            | –            | –              | –              | 4                 | 9                 | –           | –           | 49               | 63               |         |         |         |         |         |         |         |         |
| Japonia |              |               |               |              |              |             |             |                  |                  |                  |                  |              |              |                |                |                   |                   |             |             |                  |                  |         |         |         |         |         |         |         |         |
| Yūhei Sasaki | –            | –             | –             | 9            | 4            | –           | –           | –                | –                | –                | –                | –            | –            | –              | –              | –                 | –                 | –           | –           | –                | –                |         |         |         |         |         |         |         |         |
| Takashi Sawara | –            | –             | –             | 7            | 11           | –           | –           | –                | –                | –                | –                | –            | –            | –              | –              | –                 | –                 | –           | –           | –                | –                |         |         |         |         |         |         |         |         |
| Shōta Tanaka | –            | –             | –             | 8            | 19           | –           | –           | –                | –                | –                | –                | –            | –            | –              | –              | –                 | –                 | –           | –           | –                | –                |         |         |         |         |         |         |         |         |
| Yūya Yamada | –            | –             | –             | –            | –            | –           | –           | –                | –                | –                | –                | –            | –            | –              | –              | 2                 | 2                 | –           | –           | –                | –                |         |         |         |         |         |         |         |         |
| Kanada |              |               |               |              |              |             |             |                  |                  |                  |                  |              |              |                |                |                   |                   |             |             |                  |                  |         |         |         |         |         |         |         |         |
| Dusty Korek | –            | 25            | 7             | –            | –            | –           | –           | –                | –                | –                | –                | –            | –            | –              | –              | –                 | –                 | –           | –           | –                | –                |         |         |         |         |         |         |         |         |
| Nathaniel Mah | –            | 53            | 52            | –            | –            | –           | –           | –                | –                | –                | –                | –            | –            | –              | –              | –                 | –                 | –           | –           | –                | –                |         |         |         |         |         |         |         |         |
| Joshua Maurer | –            | –             | –             | –            | –            | –           | –           | –                | –                | –                | –                | –            | –            | –              | –              | 25                | 15                | –           | –           | –                | –                |         |         |         |         |         |         |         |         |
| Eric Mitchell | –            | 34            | 27            | –            | –            | –           | –           | 10               | 7                | –                | –                | –            | –            | –              | –              | –                 | –                 | –           | –           | –                | –                |         |         |         |         |         |         |         |         |
| Rogan Reid | –            | –             | –             | –            | –            | –           | –           | –                | –                | –                | –                | –            | –            | –              | –              | 16                | 21                | –           | –           | –                | –                |         |         |         |         |         |         |         |         |
| Matthew Rowley | –            | 34            | 44            | –            | –            | –           | –           | –                | –                | –                | –                | –            | –            | –              | –              | –                 | –                 | –           | –           | –                | –                |         |         |         |         |         |         |         |         |
| Wesley Savill | –            | 60            | 60            | –            | –            | –           | –           | –                | –                | –                | –                | –            | –            | –              | –              | –                 | –                 | –           | –           | –                | –                |         |         |         |         |         |         |         |         |
| Kazachstan |              |               |               |              |              |             |             |                  |                  |                  |                  |              |              |                |                |                   |                   |             |             |                  |                  |         |         |         |         |         |         |         |         |
| Akram Adiłow | –            | dns           | dns           | –            | –            | –           | –           | –                | –                | 61               | 62               | 30           | 28           | –              | –              | –                 | –                 | dns         | dns         | –                | –                |         |         |         |         |         |         |         |         |
| Kanat Chamitow | –            | 74            | 79            | dns          | 40           | –           | –           | –                | –                | 60               | 61               | 35           | 33           | –              | –              | –                 | –                 | 59          | 54          | 82               | 82               |         |         |         |         |         |         |         |         |
| Asymżan Chaszyrow | –            | dsq           | 73            | 38           | 40           | –           | –           | –                | –                | –                | –                | –            | –            | –              | –              | –                 | –                 | –           | –           | –                | –                |         |         |         |         |         |         |         |         |
| Czingiz Kałykow | –            | 73            | 76            | 39           | 40           | –           | –           | –                | –                | 58               | 57               | 29           | 25           | –              | –              | –                 | –                 | 55          | 51          | 79               | 78               |         |         |         |         |         |         |         |         |
| Stanisław Karacupa | –            | –             | –             | –            | –            | –           | –           | –                | –                | –                | –                | dns          | dns          | –              | –              | –                 | –                 | –           | –           | –                | –                |         |         |         |         |         |         |         |         |
| Pawieł Kołmakow | –            | 72            | 77            | –            | –            | –           | –           | –                | –                | 59               | 60               | 26           | 24           | –              | –              | –                 | –                 | 54          | 51          | 81               | 79               |         |         |         |         |         |         |         |         |
| Emil Mierc | –            | –             | –             | –            | –            | –           | –           | –                | –                | dns              | dns              | –            | –            | –              | –              | –                 | –                 | –           | –           | –                | –                |         |         |         |         |         |         |         |         |
| Sabirżan Muminow | –            | 58            | 54            | 36           | 35           | –           | –           | –                | –                | 51               | 28               | –            | –            | –              | –              | –                 | –                 | –           | –           | –                | –                |         |         |         |         |         |         |         |         |
| Czingiz Rakparow | –            | dns           | dns           | –            | –            | –           | –           | –                | –                | dns              | dns              | –            | –            | –              | –              | –                 | –                 | dns         | dns         | –                | –                |         |         |         |         |         |         |         |         |
| Konstantin Sokolenko | –            | 56            | 67            | –            | –            | –           | –           | –                | –                | –                | –                | –            | –            | –              | –              | –                 | –                 | –           | –           | –                | –                |         |         |         |         |         |         |         |         |
| Jegor Swiridow | –            | –             | –             | dns          | dns          | –           | –           | –                | –                | –                | –                | –            | –            | –              | –              | –                 | –                 | 57          | 53          | –                | –                |         |         |         |         |         |         |         |         |
| Marat Żaparow | –            | 14            | 21            | dns          | 14           | –           | –           | –                | –                | –                | –                | –            | –            | –              | –              | –                 | –                 | –           | –           | –                | –                |         |         |         |         |         |         |         |         |
| Radik Żaparow | –            | –             | –             | –            | –            | –           | –           | –                | –                | 15               | 18               | 1            | 2            | –              | –              | –                 | –                 | –           | –           | –                | –                |         |         |         |         |         |         |         |         |
| Korea Południowa |              |               |               |              |              |             |             |                  |                  |                  |                  |              |              |                |                |                   |                   |             |             |                  |                  |         |         |         |         |         |         |         |         |
| Choi Heung-chul | –            | –             | –             | –            | –            | –           | –           | –                | –                | 16               | 26               | –            | –            | –              | –              | –                 | –                 | –           | –           | –                | –                |         |         |         |         |         |         |         |         |
| Kang Chil-ku | –            | –             | –             | –            | –            | –           | –           | –                | –                | 3                | 4                | –            | –            | –              | –              | –                 | –                 | –           | –           | –                | –                |         |         |         |         |         |         |         |         |
| Park Je-un | –            | –             | –             | –            | –            | –           | –           | –                | –                | 41               | 41               | –            | –            | –              | –              | –                 | –                 | –           | –           | –                | –                |         |         |         |         |         |         |         |         |
| Łotwa |              |               |               |              |              |             |             |                  |                  |                  |                  |              |              |                |                |                   |                   |             |             |                  |                  |         |         |         |         |         |         |         |         |
| Kristaps Nežborts | –            | –             | –             | –            | –            | –           | –           | –                | –                | –                | –                | 34           | 32           | –              | –              | –                 | –                 | –           | –           | –                | –                |         |         |         |         |         |         |         |         |
| Niemcy |              |               |               |              |              |             |             |                  |                  |                  |                  |              |              |                |                |                   |                   |             |             |                  |                  |         |         |         |         |         |         |         |         |
| Daniel Althaus | –            | 7             | 29            | –            | –            | 1           | 3           | –                | –                | –                | –                | –            | –            | 32             | 4              | –                 | –                 | –           | –           | 27               | 24               |         |         |         |         |         |         |         |         |
| Martin Baumunk | –            | –             | –             | –            | –            | –           | –           | –                | –                | 50               | 50               | –            | –            | –              | –              | –                 | –                 | –           | –           | 57               | 64               |         |         |         |         |         |         |         |         |
| Pascal Bodmer | –            | –             | –             | –            | –            | –           | –           | –                | –                | 21               | 10               | –            | –            | –              | –              | –                 | –                 | –           | –           | –                | –                |         |         |         |         |         |         |         |         |
| Tobias Bogner | –            | 19            | 12            | –            | –            | 6           | 5           | –                | –                | –                | –                | –            | –            | 43             | 20             | –                 | –                 | 14          | 14          | 11               | 1                |         |         |         |         |         |         |         |         |
| Sebastian Bradatsch | –            | 32            | 13            | –            | –            | –           | –           | –                | –                | –                | –                | –            | –            | –              | –              | –                 | –                 | –           | –           | 23               | 25               |         |         |         |         |         |         |         |         |
| Felix Brodauf | –            | 16            | 39            | –            | –            | 3           | 14          | –                | –                | 5                | 19               | –            | –            | –              | –              | –                 | –                 | –           | –           | –                | –                |         |         |         |         |         |         |         |         |
| Michael Dreher | –            | –             | –             | –            | –            | –           | –           | –                | –                | –                | –                | –            | –            | 10             | 12             | –                 | –                 | 11          | 4           | 1                | 17               |         |         |         |         |         |         |         |         |
| Thomas Dufter | –            | –             | –             | –            | –            | –           | –           | –                | –                | –                | –                | –            | –            | –              | –              | –                 | –                 | –           | –           | 34               | 32               |         |         |         |         |         |         |         |         |
| Markus Eisenbichler | –            | –             | –             | –            | –            | –           | –           | –                | –                | –                | –                | –            | –            | 3              | 11             | –                 | –                 | 5           | 7           | 2                | 2                |         |         |         |         |         |         |         |         |
| Daniel Fudel | –            | 21            | 34            | –            | –            | 33          | 30          | –                | –                | –                | –                | –            | –            | –              | –              | –                 | –                 | –           | –           | –                | –                |         |         |         |         |         |         |         |         |
| Marc Ganserer | –            | 42            | 62            | –            | –            | –           | –           | –                | –                | –                | –                | –            | –            | –              | –              | –                 | –                 | –           | –           | –                | 44               |         |         |         |         |         |         |         |         |
| Julian Hahn | –            | –             | –             | –            | –            | –           | –           | –                | –                | –                | –                | –            | –            | –              | –              | –                 | –                 | –           | –           | 50               | 56               |         |         |         |         |         |         |         |         |
| Martin Hamann | –            | –             | –             | –            | –            | –           | –           | –                | –                | 44               | 35               | –            | –            | –              | –              | –                 | –                 | –           | –           | –                | –                |         |         |         |         |         |         |         |         |
| Christian Heim | –            | 54            | 26            | –            | –            | 51          | 35          | –                | –                | –                | –                | –            | –            | –              | –              | –                 | –                 | –           | –           | 9                | 12               |         |         |         |         |         |         |         |         |
| Tim Heinrich | –            | –             | –             | –            | –            | –           | –           | –                | –                | 29               | 51               | –            | –            | –              | –              | –                 | –                 | –           | –           | 60               | 50               |         |         |         |         |         |         |         |         |
| Henrik Heinz | –            | –             | –             | –            | –            | –           | –           | –                | –                | 27               | 29               | –            | –            | –              | –              | –                 | –                 | –           | –           | –                | –                |         |         |         |         |         |         |         |         |
| Michael Herrmann | –            | 52            | 35            | –            | –            | 46          | 51          | –                | –                | 12               | 21               | –            | –            | –              | –              | –                 | –                 | 25          | 31          | –                | –                |         |         |         |         |         |         |         |         |
| Kevin Horlacher | –            | 22            | 29            | –            | –            | –           | –           | –                | –                | dns              | 11               | –            | –            | 6              | 6              | –                 | –                 | 8           | 25          | 8                | 14               |         |         |         |         |         |         |         |         |
| Florian Horst | –            | –             | –             | –            | –            | –           | –           | –                | –                | 2                | 6                | –            | –            | –              | –              | –                 | –                 | –           | –           | –                | –                |         |         |         |         |         |         |         |         |
| Oliver Kamienski | –            | –             | –             | –            | –            | –           | –           | –                | –                | –                | –                | –            | –            | –              | –              | –                 | –                 | –           | –           | 66               | 59               |         |         |         |         |         |         |         |         |
| Dominik Leischker | –            | –             | –             | –            | –            | –           | –           | –                | –                | 28               | 45               | –            | –            | –              | –              | –                 | –                 | –           | –           | –                | –                |         |         |         |         |         |         |         |         |
| Stephan Leyhe | –            | –             | –             | –            | –            | –           | –           | –                | –                | –                | –                | –            | –            | –              | –              | –                 | –                 | 1           | 8           | 18               | 15               |         |         |         |         |         |         |         |         |
| Tobias Löffler | –            | –             | –             | –            | –            | –           | –           | –                | –                | –                | –                | –            | –            | 14             | 7              | –                 | –                 | –           | –           | –                | –                |         |         |         |         |         |         |         |         |
| Tobias Lugert | –            | –             | –             | –            | –            | –           | –           | –                | –                | 24               | 31               | –            | –            | 8              | 2              | –                 | –                 | –           | –           | 3                | 3                |         |         |         |         |         |         |         |         |
| Dominik Maier | –            | 44            | 47            | –            | –            | –           | –           | –                | –                | 42               | 33               | –            | –            | –              | –              | –                 | –                 | –           | –           | 60               | 42               |         |         |         |         |         |         |         |         |
| Dominik Mayländer | –            | –             | –             | –            | –            | –           | –           | –                | –                | 23               | 47               | –            | –            | –              | –              | –                 | –                 | –           | –           | –                | –                |         |         |         |         |         |         |         |         |
| Florian Menz | –            | –             | –             | –            | –            | –           | –           | –                | –                | –                | –                | –            | –            | 12             | 3              | –                 | –                 | –           | –           | 18               | 10               |         |         |         |         |         |         |         |         |
| Pius Paschke | –            | –             | –             | –            | –            | 12          | 20          | –                | –                | –                | –                | –            | –            | –              | –              | –                 | –                 | 6           | 2           | –                | –                |         |         |         |         |         |         |         |         |
| Maximilian Piater | –            | –             | –             | –            | –            | –           | –           | –                | –                | 55               | 30               | –            | –            | –              | –              | –                 | –                 | –           | –           | –                | –                |         |         |         |         |         |         |         |         |
| Sebastian Reuschel | –            | –             | –             | –            | –            | –           | –           | –                | –                | 14               | 23               | –            | –            | –              | –              | –                 | –                 | –           | –           | –                | –                |         |         |         |         |         |         |         |         |
| Franz Röder | –            | –             | –             | –            | –            | 41          | 38          | –                | –                | 37               | 16               | –            | –            | –              | –              | –                 | –                 | 29          | 20          | –                | –                |         |         |         |         |         |         |         |         |
| Hermann Saure | –            | –             | –             | –            | –            | –           | –           | –                | –                | 51               | 59               | –            | –            | –              | –              | –                 | –                 | –           | –           | –                | –                |         |         |         |         |         |         |         |         |
| Felix Schoft | –            | –             | –             | –            | –            | –           | –           | –                | –                | 4                | 1                | –            | –            | –              | –              | –                 | –                 | –           | –           | 4                | 6                |         |         |         |         |         |         |         |         |
| Alois Schwinghammer | –            | –             | –             | –            | –            | –           | –           | –                | –                | 39               | 43               | –            | –            | –              | –              | –                 | –                 | –           | –           | –                | –                |         |         |         |         |         |         |         |         |
| David Siegel | –            | –             | –             | –            | –            | –           | –           | –                | –                | –                | –                | –            | –            | –              | –              | –                 | –                 | –           | –           | 71               | –                |         |         |         |         |         |         |         |         |
| Georg Späth | –            | –             | –             | –            | –            | –           | –           | –                | –                | –                | –                | –            | –            | –              | –              | –                 | –                 | –           | –           | 6                | 18               |         |         |         |         |         |         |         |         |
| Lukas Wagner | –            | –             | –             | –            | –            | –           | –           | –                | –                | –                | –                | –            | –            | –              | –              | –                 | –                 | 23          | 17          | –                | –                |         |         |         |         |         |         |         |         |
| Niklas Wangler | –            | –             | –             | –            | –            | –           | –           | –                | –                | –                | –                | –            | –            | 40             | 10             | –                 | –                 | 27          | 13          | –                | –                |         |         |         |         |         |         |         |         |
| Franz Weiß | –            | –             | –             | –            | –            | 37          | 47          | –                | –                | –                | –                | –            | –            | –              | –              | –                 | –                 | –           | –           | –                | –                |         |         |         |         |         |         |         |         |
| David Winkler | –            | –             | –             | –            | –            | 8           | 25          | –                | –                | 16               | 26               | –            | –            | 1              | 1              | –                 | –                 | –           | –           | –                | –                |         |         |         |         |         |         |         |         |
| Paul Winter | –            | –             | –             | –            | –            | –           | –           | –                | –                | –                | –                | –            | –            | –              | –              | –                 | –                 | –           | –           | 44               | 53               |         |         |         |         |         |         |         |         |
| Norwegia |              |               |               |              |              |             |             |                  |                  |                  |                  |              |              |                |                |                   |                   |             |             |                  |                  |         |         |         |         |         |         |         |         |
| Joakim Aune | –            | –             | –             | –            | –            | –           | –           | –                | –                | 19               | 6                | –            | –            | –              | –              | –                 | –                 | –           | –           | –                | –                |         |         |         |         |         |         |         |         |
| Hans Petter Bergquist | –            | –             | –             | –            | –            | –           | –           | –                | –                | –                | –                | –            | –            | 47             | 47             | –                 | –                 | –           | –           | –                | –                |         |         |         |         |         |         |         |         |
| Tord Markusen Hammer | –            | –             | –             | –            | –            | –           | –           | –                | –                | 8                | 16               | –            | –            | –              | –              | –                 | –                 | –           | –           | –                | –                |         |         |         |         |         |         |         |         |
| Alexander Henningsen | –            | –             | –             | –            | –            | –           | –           | –                | –                | –                | –                | –            | –            | 29             | 29             | –                 | –                 | –           | –           | –                | –                |         |         |         |         |         |         |         |         |
| Andreas Hoff | –            | –             | –             | –            | –            | –           | –           | –                | –                | –                | –                | –            | –            | 50             | 49             | –                 | –                 | –           | –           | –                | –                |         |         |         |         |         |         |         |         |
| Marius Johansen | –            | –             | –             | –            | –            | –           | –           | –                | –                | 31               | 25               | –            | –            | –              | –              | –                 | –                 | –           | –           | –                | –                |         |         |         |         |         |         |         |         |
| Adrian Sørensen Livelten | –            | –             | –             | –            | –            | –           | –           | –                | –                | –                | –                | –            | –            | 27             | 38             | –                 | –                 | –           | –           | –                | –                |         |         |         |         |         |         |         |         |
| Sondre Myhre | –            | –             | –             | –            | –            | –           | –           | –                | –                | –                | –                | –            | –            | 37             | 52             | –                 | –                 | –           | –           | –                | –                |         |         |         |         |         |         |         |         |
| Morten Øgar Rastad | –            | –             | –             | –            | –            | –           | –           | –                | –                | 11               | 14               | –            | –            | –              | –              | –                 | –                 | –           | –           | –                | –                |         |         |         |         |         |         |         |         |
| Stian André Skinnes | –            | –             | –             | –            | –            | –           | –           | –                | –                | –                | –                | –            | –            | 34             | 56             | –                 | –                 | –           | –           | –                | –                |         |         |         |         |         |         |         |         |
| Mathis Rebne Stenseth | –            | –             | –             | –            | –            | –           | –           | –                | –                | –                | –                | –            | –            | 30             | 24             | –                 | –                 | –           | –           | –                | –                |         |         |         |         |         |         |         |         |
| Sigurd Nymoen Søberg | –            | –             | –             | –            | –            | –           | –           | –                | –                | –                | –                | –            | –            | 22             | 8              | –                 | –                 | –           | –           | –                | –                |         |         |         |         |         |         |         |         |
| Jonas Gropen Søgård | –            | –             | –             | –            | –            | –           | –           | –                | –                | –                | –                | –            | –            | 7              | 15             | –                 | –                 | –           | –           | –                | –                |         |         |         |         |         |         |         |         |
| Polska |              |               |               |              |              |             |             |                  |                  |                  |                  |              |              |                |                |                   |                   |             |             |                  |                  |         |         |         |         |         |         |         |         |
| Stanisław Biela | –            | –             | –             | –            | –            | 22          | 34          | –                | –                | –                | –                | –            | –            | –              | –              | –                 | –                 | –           | –           | –                | –                |         |         |         |         |         |         |         |         |
| Tomasz Byrt | –            | –             | –             | –            | –            | –           | –           | –                | –                | –                | –                | –            | –            | 55             | 52             | –                 | –                 | –           | –           | –                | –                |         |         |         |         |         |         |         |         |
| Patryk Dunajski | –            | –             | –             | –            | –            | 49          | 48          | –                | –                | –                | –                | –            | –            | –              | –              | –                 | –                 | –           | –           | –                | –                |         |         |         |         |         |         |         |         |
| Wojciech Fąferko | –            | –             | –             | –            | –            | 43          | 46          | –                | –                | –                | –                | –            | –            | –              | –              | –                 | –                 | –           | –           | –                | –                |         |         |         |         |         |         |         |         |
| Wojciech Gąsienica-Kotelnicki | –            | –             | –             | –            | –            | 11          | 6           | –                | –                | –                | –                | –            | –            | 33             | –              | –                 | –                 | –           | –           | –                | –                |         |         |         |         |         |         |         |         |
| Bartosz Gąsienica-Laskowy | –            | –             | –             | –            | –            | –           | –           | –                | –                | –                | –                | –            | –            | 62             | 65             | –                 | –                 | –           | –           | –                | –                |         |         |         |         |         |         |         |         |
| Krystian Gryczuk | –            | –             | –             | –            | –            | 31          | 32          | –                | –                | –                | –                | –            | –            | –              | –              | –                 | –                 | –           | –           | –                | –                |         |         |         |         |         |         |         |         |
| Sebastian Hebel | –            | –             | –             | –            | –            | –           | –           | –                | –                | –                | –                | –            | –            | –              | 36             | –                 | –                 | –           | –           | –                | –                |         |         |         |         |         |         |         |         |
| Konrad Janota | –            | –             | –             | –            | –            | 24          | 19          | –                | –                | –                | –                | –            | –            | 45             | 63             | –                 | –                 | –           | –           | –                | –                |         |         |         |         |         |         |         |         |
| Dawid Kanik | –            | –             | –             | –            | –            | 9           | 10          | –                | –                | –                | –                | –            | –            | 59             | dsq            | –                 | –                 | –           | –           | –                | –                |         |         |         |         |         |         |         |         |
| Przemysław Kantyka | –            | –             | –             | –            | –            | –           | 41          | –                | –                | –                | –                | 7            | 3            | 57             | 43             | –                 | –                 | –           | –           | –                | –                |         |         |         |         |         |         |         |         |
| Mateusz Kojzar | –            | –             | –             | –            | –            | 25          | 24          | –                | –                | –                | –                | –            | –            | 56             | 46             | –                 | –                 | –           | –           | –                | –                |         |         |         |         |         |         |         |         |
| Jakub Kot | –            | –             | –             | –            | –            | 23          | 33          | –                | –                | –                | –                | –            | –            | 5              | 17             | –                 | –                 | –           | –           | –                | –                |         |         |         |         |         |         |         |         |
| Artur Kukuła | –            | –             | –             | –            | –            | 4           | 2           | –                | –                | –                | –                | –            | –            | –              | 37             | –                 | –                 | –           | –           | –                | –                |         |         |         |         |         |         |         |         |
| Krzysztof Leja | –            | –             | –             | –            | –            | –           | –           | –                | –                | –                | –                | 5            | 14           | 25             | 35             | –                 | –                 | –           | –           | –                | –                |         |         |         |         |         |         |         |         |
| Michał Milczanowski | –            | –             | –             | –            | –            | 42          | 35          | –                | –                | –                | –                | 20           | 20           | 65             | –              | –                 | –                 | –           | –           | –                | –                |         |         |         |         |         |         |         |         |
| Piotr Mojżesz | –            | –             | –             | –            | –            | 44          | 41          | –                | –                | –                | –                | –            | –            | –              | 61             | –                 | –                 | –           | –           | –                | –                |         |         |         |         |         |         |         |         |
| Sebastian Okas | –            | –             | –             | 31           | 39           | 48          | 53          | –                | –                | –                | –                | 15           | 10           | 53             | 52             | –                 | –                 | –           | –           | –                | –                |         |         |         |         |         |         |         |         |
| Łukasz Podżorski | –            | –             | –             | –            | –            | 29          | 21          | –                | –                | –                | –                | 10           | 5            | 72             | 57             | –                 | –                 | –           | –           | –                | –                |         |         |         |         |         |         |         |         |
| Rafał Polinkiewicz | –            | –             | –             | –            | –            | –           | –           | –                | –                | –                | –                | –            | –            | 67             | –              | –                 | –                 | –           | –           | –                | –                |         |         |         |         |         |         |         |         |
| Michał Pytel | –            | –             | –             | –            | –            | –           | –           | –                | –                | –                | –                | –            | –            | 50             | 71             | –                 | –                 | –           | –           | –                | –                |         |         |         |         |         |         |         |         |
| Adam Ruda | –            | –             | –             | –            | –            | 26          | 27          | –                | –                | –                | –                | 8            | 11           | 38             | 42             | –                 | –                 | –           | –           | –                | –                |         |         |         |         |         |         |         |         |
| Łukasz Rutkowski | –            | –             | –             | –            | –            | –           | –           | –                | –                | –                | –                | –            | –            | 2              | 9              | –                 | –                 | –           | –           | –                | –                |         |         |         |         |         |         |         |         |
| Szymon Szostok | –            | –             | –             | –            | –            | 35          | 37          | –                | –                | –                | –                | –            | –            | 42             | 29             | –                 | –                 | –           | –           | –                | –                |         |         |         |         |         |         |         |         |
| Rafał Śliż | –            | –             | –             | –            | –            | 2           | –           | –                | –                | –                | –                | –            | –            | –              | –              | –                 | –                 | –           | –           | –                | –                |         |         |         |         |         |         |         |         |
| Piotr Świerczek | –            | –             | –             | –            | –            | 38          | 40          | –                | –                | –                | –                | –            | –            | –              | 59             | –                 | –                 | –           | –           | –                | –                |         |         |         |         |         |         |         |         |
| Jakub Wolny | –            | –             | –             | –            | –            | 19          | 28          | –                | –                | –                | –                | –            | –            | 58             | 64             | –                 | –                 | –           | –           | –                | –                |         |         |         |         |         |         |         |         |
| Andrzej Zapotoczny | –            | –             | –             | –            | –            | –           | –           | –                | –                | –                | –                | –            | –            | 9              | 5              | –                 | –                 | –           | –           | –                | –                |         |         |         |         |         |         |         |         |
| Jan Zięba | –            | –             | –             | –            | –            | 30          | 41          | –                | –                | –                | –                | –            | –            | –              | –              | –                 | –                 | –           | –           | –                | –                |         |         |         |         |         |         |         |         |
| Damian Żyła | –            | –             | –             | –            | –            | –           | –           | –                | –                | –                | –                | –            | –            | 63             | –              | –                 | –                 | –           | –           | –                | –                |         |         |         |         |         |         |         |         |
| Rosja |              |               |               |              |              |             |             |                  |                  |                  |                  |              |              |                |                |                   |                   |             |             |                  |                  |         |         |         |         |         |         |         |         |
| Władisław Bojarincew | –            | 37            | 2             | –            | –            | –           | –           | 6                | 9                | 6                | 8                | –            | –            | –              | –              | –                 | –                 | –           | –           | –                | –                |         |         |         |         |         |         |         |         |
| Aleksandr Chalezow | –            | dsq           | 58            | –            | –            | –           | –           | 33               | 24               | 48               | 49               | –            | –            | 40             | 66             | –                 | –                 | –           | –           | –                | –                |         |         |         |         |         |         |         |         |
| Roman Gornostajew | –            | –             | –             | 21           | dsq          | –           | –           | –                | –                | –                | –                | –            | –            | –              | –              | –                 | –                 | –           | –           | –                | –                |         |         |         |         |         |         |         |         |
| Aleksiej Kamynin | –            | –             | –             | –            | –            | –           | –           | 34               | 33               | 35               | 32               | –            | –            | 69             | 72             | –                 | –                 | 52          | 50          | –                | –                |         |         |         |         |         |         |         |         |
| Siergiej Kulikow | –            | –             | –             | –            | –            | –           | –           | 23               | 26               | 33               | 33               | –            | –            | 66             | 60             | –                 | –                 | 34          | 47          | –                | –                |         |         |         |         |         |         |         |         |
| Michaił Maksimoczkin | –            | 11            | 15            | –            | –            | –           | –           | 1                | 3                | 26               | 15               | –            | –            | 13             | 22             | –                 | –                 | 12          | 22          | –                | –                |         |         |         |         |         |         |         |         |
| Maksim Migaczow | –            | –             | –             | –            | –            | –           | –           | –                | –                | 49               | 58               | 11           | 13           | –              | –              | –                 | –                 | –           | –           | –                | –                |         |         |         |         |         |         |         |         |
| Michaił Nazarow | –            | –             | –             | –            | –            | –           | –           | –                | –                | –                | –                | –            | –            | 46             | 58             | –                 | –                 | –           | –           | –                | –                |         |         |         |         |         |         |         |         |
| Andriej Paczin | –            | –             | –             | –            | –            | –           | –           | –                | –                | –                | –                | –            | –            | 20             | 33             | –                 | –                 | –           | –           | –                | –                |         |         |         |         |         |         |         |         |
| Władisław Piersijancew | –            | –             | –             | dsq          | 38           | –           | –           | –                | –                | –                | –                | –            | –            | –              | –              | –                 | –                 | –           | –           | –                | –                |         |         |         |         |         |         |         |         |
| Siergiej Pyżow | –            | 70            | 43            | –            | –            | –           | –           | 32               | 28               | –                | –                | 23           | 23           | –              | –              | –                 | –                 | –           | –           | –                | –                |         |         |         |         |         |         |         |         |
| Konstantin Rieszetnikow | –            | –             | –             | –            | –            | –           | –           | –                | –                | 51               | 39               | 21           | 17           | –              | –              | –                 | –                 | 51          | 47          | –                | –                |         |         |         |         |         |         |         |         |
| Władisław Skacziłow | –            | –             | –             | –            | –            | –           | –           | –                | –                | 56               | –                | 16           | 18           | –              | –              | –                 | –                 | –           | –           | –                | –                |         |         |         |         |         |         |         |         |
| Artur Sułtangułow | –            | dsq           | 56            | –            | –            | –           | –           | 37               | 40               | –                | –                | –            | –            | –              | –              | –                 | –                 | –           | –           | –                | –                |         |         |         |         |         |         |         |         |
| Siergiej Szułajew | –            | 55            | 66            | –            | –            | –           | –           | 29               | 31               | 14               | 23               | 14           | 16           | –              | –              | –                 | –                 | –           | –           | –                | –                |         |         |         |         |         |         |         |         |
| Aleksandr Tigin | –            | –             | –             | –            | –            | –           | –           | –                | –                | –                | 56               | –            | –            | –              | –              | –                 | –                 | –           | –           | –                | –                |         |         |         |         |         |         |         |         |
| Artiom Utiew | –            | 65            | 60            | –            | –            | –           | –           | 24               | 37               | –                | –                | –            | –            | –              | –              | –                 | –                 | –           | –           | –                | –                |         |         |         |         |         |         |         |         |
| Ildar Walitow | –            | 66            | 72            | –            | –            | –           | –           | 26               | 25               | 45               | 43               | –            | –            | –              | –              | –                 | –                 | –           | –           | –                | –                |         |         |         |         |         |         |         |         |
| Dienis Wiesiełow | –            | –             | –             | 17           | 16           | –           | –           | –                | –                | –                | –                | –            | –            | –              | –              | –                 | –                 | –           | –           | –                | –                |         |         |         |         |         |         |         |         |
| Rumunia |              |               |               |              |              |             |             |                  |                  |                  |                  |              |              |                |                |                   |                   |             |             |                  |                  |         |         |         |         |         |         |         |         |
| Ștefan Blega | 26           | –             | –             | –            | –            | –           | –           | –                | –                | –                | –                | 22           | 21           | –              | –              | –                 | –                 | –           | –           | –                | –                |         |         |         |         |         |         |         |         |
| Robert Buzescu | –            | –             | –             | –            | –            | –           | –           | –                | –                | –                | –                | 19           | 30           | –              | –              | –                 | –                 | –           | –           | –                | –                |         |         |         |         |         |         |         |         |
| Szilveszter Kozma | 14           | –             | –             | –            | –            | –           | –           | –                | –                | –                | –                | –            | –            | –              | –              | –                 | –                 | –           | –           | –                | –                |         |         |         |         |         |         |         |         |
| Sorin Mitrofan | 30           | –             | –             | –            | –            | –           | –           | –                | –                | –                | –                | 27           | 31           | –              | –              | –                 | –                 | –           | –           | –                | –                |         |         |         |         |         |         |         |         |
| Alexandru Mocăniṭă | 32           | 71            | 71            | –            | –            | –           | –           | –                | –                | –                | –                | 25           | 29           | –              | –              | –                 | –                 | –           | –           | –                | –                |         |         |         |         |         |         |         |         |
| Iulian Pîtea | 19           | 42            | 46            | –            | –            | –           | –           | 28               | 36               | –                | –                | 2            | 1            | –              | –              | –                 | –                 | –           | –           | –                | –                |         |         |         |         |         |         |         |         |
| Valentin Tatu | 16           | 56            | 45            | 20           | 17           | –           | –           | 13               | 19               | –                | –                | 17           | 12           | –              | –              | –                 | –                 | –           | –           | –                | –                |         |         |         |         |         |         |         |         |
| Eduard Torok | 23           | 39            | 59            | 29           | 33           | –           | –           | 17               | 21               | –                | –                | 6            | 6            | –              | –              | –                 | –                 | –           | –           | –                | –                |         |         |         |         |         |         |         |         |
| Remus Tudor | 12           | 51            | 65            | 25           | 30           | –           | –           | 4                | 10               | –                | –                | 3            | 7            | –              | –              | –                 | –                 | –           | –           | –                | –                |         |         |         |         |         |         |         |         |
| Adrian Vornicu | 27           | –             | –             | –            | –            | –           | –           | –                | –                | –                | –                | –            | –            | –              | –              | –                 | –                 | –           | –           | –                | –                |         |         |         |         |         |         |         |         |
| Słowacja |              |               |               |              |              |             |             |                  |                  |                  |                  |              |              |                |                |                   |                   |             |             |                  |                  |         |         |         |         |         |         |         |         |
| Patrik Lichý | –            | –             | –             | –            | –            | 15          | 8           | –                | –                | –                | –                | –            | –            | –              | –              | –                 | –                 | –           | –           | –                | –                |         |         |         |         |         |         |         |         |
| Tomáš Zmoray | –            | –             | –             | –            | –            | –           | –           | –                | –                | –                | –                | –            | –            | 18             | 44             | –                 | –                 | –           | –           | –                | –                |         |         |         |         |         |         |         |         |
| Słowenia |              |               |               |              |              |             |             |                  |                  |                  |                  |              |              |                |                |                   |                   |             |             |                  |                  |         |         |         |         |         |         |         |         |
| Tim Babnik | –            | –             | –             | –            | –            | 28          | 18          | –                | –                | –                | –                | –            | –            | –              | –              | –                 | –                 | 31          | 29          | 45               | 33               |         |         |         |         |         |         |         |         |
| Gašper Bartol | –            | –             | –             | –            | –            | –           | –           | –                | –                | –                | –                | –            | –            | –              | –              | –                 | –                 | 3           | 18          | –                | –                |         |         |         |         |         |         |         |         |
| Tilen Bartol | –            | –             | –             | –            | –            | –           | –           | –                | –                | –                | –                | –            | –            | –              | –              | –                 | –                 | –           | –           | 74               | 71               |         |         |         |         |         |         |         |         |
| Nejc Dežman | –            | 9             | 48            | –            | –            | –           | –           | –                | –                | –                | –                | –            | –            | –              | –              | –                 | –                 | –           | –           | –                | –                |         |         |         |         |         |         |         |         |
| Matej Dobovšek | –            | 26            | 4             | –            | –            | 17          | 8           | –                | –                | –                | –                | –            | –            | –              | –              | –                 | –                 | –           | –           | –                | –                |         |         |         |         |         |         |         |         |
| Ožbej Ferkov | –            | –             | –             | –            | –            | –           | –           | –                | –                | –                | –                | –            | –            | –              | –              | –                 | –                 | 33          | 39          | –                | –                |         |         |         |         |         |         |         |         |
| David Grm | –            | –             | –             | –            | –            | –           | –           | –                | –                | –                | –                | –            | –            | 31             | 41             | –                 | –                 | –           | –           | –                | –                |         |         |         |         |         |         |         |         |
| Aleš Hlebanja | –            | –             | –             | –            | –            | –           | –           | –                | –                | –                | –                | –            | –            | 21             | 18             | –                 | –                 | –           | –           | –                | –                |         |         |         |         |         |         |         |         |
| Florjan Jelovčan | –            | –             | –             | –            | –            | –           | –           | –                | –                | –                | –                | –            | –            | –              | –              | –                 | –                 | –           | dns         | –                | –                |         |         |         |         |         |         |         |         |
| Jernej Klarič | –            | –             | –             | –            | –            | –           | –           | –                | –                | –                | –                | –            | –            | 71             | 68             | –                 | –                 | –           | –           | –                | –                |         |         |         |         |         |         |         |         |
| Gašper Klinec | –            | 36            | 49            | –            | –            | –           | –           | –                | –                | –                | –                | –            | –            | 28             | 48             | –                 | –                 | 20          | 37          | –                | –                |         |         |         |         |         |         |         |         |
| Jaka Kosec | –            | –             | –             | –            | –            | –           | –           | –                | –                | –                | –                | –            | –            | –              | –              | –                 | –                 | 8           | 6           | –                | –                |         |         |         |         |         |         |         |         |
| Robert Kranjec | 3            | –             | –             | –            | –            | –           | –           | –                | –                | –                | –                | –            | –            | –              | –              | –                 | –                 | –           | –           | –                | –                |         |         |         |         |         |         |         |         |
| David Krapež | –            | –             | –             | –            | –            | –           | –           | –                | –                | –                | –                | –            | –            | 54             | 50             | –                 | –                 | 49          | –           | 63               | 50               |         |         |         |         |         |         |         |         |
| Matjaž Kumerdej | –            | –             | –             | –            | –            | –           | –           | –                | –                | –                | –                | –            | –            | –              | –              | –                 | –                 | 44          | –           | –                | –                |         |         |         |         |         |         |         |         |
| Miha Kveder | –            | 20            | 8             | –            | –            | –           | –           | –                | –                | –                | –                | –            | –            | –              | –              | –                 | –                 | –           | –           | –                | –                |         |         |         |         |         |         |         |         |
| Anže Lanišek | –            | –             | –             | –            | –            | –           | –           | –                | –                | –                | –                | –            | –            | –              | –              | –                 | –                 | –           | 46          | –                | –                |         |         |         |         |         |         |         |         |
| Anže Lavtižar | –            | –             | –             | –            | –            | –           | –           | –                | –                | –                | –                | –            | –            | –              | –              | –                 | –                 | 28          | 21          | –                | –                |         |         |         |         |         |         |         |         |
| Matej Lebar | –            | –             | –             | –            | –            | –           | –           | –                | –                | –                | –                | –            | –            | –              | –              | 12                | 27                | 39          | 30          | –                | –                |         |         |         |         |         |         |         |         |
| Matej Likar | –            | –             | –             | –            | –            | –           | –           | –                | –                | –                | –                | –            | –            | 61             | 51             | –                 | –                 | –           | –           | 62               | 69               |         |         |         |         |         |         |         |         |
| Žiga Mandl | –            | 4             | 20            | –            | –            | –           | –           | –                | –                | –                | –                | –            | –            | –              | –              | –                 | –                 | –           | –           | –                | –                |         |         |         |         |         |         |         |         |
| Gašper Martinčič | –            | –             | –             | –            | –            | –           | –           | –                | –                | –                | –                | –            | –            | –              | –              | –                 | –                 | 15          | 23          | –                | –                |         |         |         |         |         |         |         |         |
| Andraž Modic | –            | –             | –             | –            | –            | –           | –           | –                | –                | –                | –                | –            | –            | –              | –              | –                 | –                 | 38          | 44          | 41               | 41               |         |         |         |         |         |         |         |         |
| Primož Pikl | –            | –             | –             | –            | –            | –           | –           | –                | –                | –                | –                | –            | –            | –              | –              | –                 | –                 | 4           | 3           | –                | –                |         |         |         |         |         |         |         |         |
| Luka Plestenjak | –            | –             | –             | –            | –            | –           | –           | –                | –                | –                | –                | –            | –            | –              | –              | –                 | –                 | 35          | 41          | 55               | 49               |         |         |         |         |         |         |         |         |
| Andraž Pograjc | –            | 3             | 13            | –            | –            | –           | –           | –                | –                | –                | –                | –            | –            | –              | –              | –                 | –                 | –           | –           | –                | –                |         |         |         |         |         |         |         |         |
| Cene Prevc | –            | –             | –             | –            | –            | –           | –           | –                | –                | –                | –                | –            | –            | –              | –              | –                 | –                 | –           | 12          | –                | –                |         |         |         |         |         |         |         |         |
| Domen Prevc | –            | –             | –             | –            | –            | –           | –           | –                | –                | –                | –                | –            | –            | –              | –              | –                 | –                 | –           | 26          | –                | –                |         |         |         |         |         |         |         |         |
| Ernest Prišlič | –            | –             | –             | –            | –            | –           | –           | –                | –                | –                | –                | –            | –            | –              | –              | –                 | –                 | 2           | 24          | –                | –                |         |         |         |         |         |         |         |         |
| Matic Rogelj | –            | –             | –             | –            | –            | 47          | 44          | –                | –                | –                | –                | –            | –            | –              | –              | –                 | –                 | 43          | 43          | –                | –                |         |         |         |         |         |         |         |         |
| Jaka Rus | –            | –             | –             | –            | –            | –           | –           | –                | –                | –                | –                | –            | –            | –              | –              | –                 | –                 | –           | –           | 50               | 28               |         |         |         |         |         |         |         |         |
| Nejc Seretinek | –            | –             | –             | –            | –            | 27          | 15          | –                | –                | –                | –                | –            | –            | –              | –              | –                 | –                 | –           | 32          | –                | –                |         |         |         |         |         |         |         |         |
| Rok Setnikar | –            | –             | –             | –            | –            | 54          | 39          | –                | –                | –                | –                | –            | –            | –              | –              | –                 | –                 | 49          | –           | –                | –                |         |         |         |         |         |         |         |         |
| Žak Šilih | –            | –             | –             | –            | –            | 45          | 45          | –                | –                | –                | –                | –            | –            | 17             | 31             | –                 | –                 | 45          | –           | 28               | 55               |         |         |         |         |         |         |         |         |
| Jure Šinkovec | 1            | –             | –             | –            | –            | –           | –           | –                | –                | –                | –                | –            | –            | –              | –              | –                 | –                 | –           | –           | –                | –                |         |         |         |         |         |         |         |         |
| Nace Šinkovec | –            | –             | –             | –            | –            | –           | –           | –                | –                | –                | –                | –            | –            | –              | –              | –                 | –                 | 47          | –           | –                | –                |         |         |         |         |         |         |         |         |
| Gašper Štupar | –            | –             | –             | –            | –            | –           | –           | –                | –                | –                | –                | –            | –            | –              | –              | 20                | 22                | –           | –           | –                | –                |         |         |         |         |         |         |         |         |
| Žiga Tomažin | –            | –             | –             | –            | –            | –           | –           | –                | –                | –                | –                | –            | –            | –              | –              | –                 | –                 | 36          | 39          | –                | –                |         |         |         |         |         |         |         |         |
| Rok Urbanc | –            | dsq           | 32            | –            | –            | –           | –           | –                | –                | –                | –                | –            | –            | –              | –              | –                 | –                 | –           | –           | –                | –                |         |         |         |         |         |         |         |         |
| Tomaž Verbajs | –            | –             | –             | –            | –            | –           | –           | –                | –                | –                | –                | –            | –            | 49             | 34             | –                 | –                 | –           | –           | –                | –                |         |         |         |         |         |         |         |         |
| Aljaž Vodan | –            | –             | –             | –            | –            | –           | –           | –                | –                | –                | –                | –            | –            | 26             | 26             | –                 | –                 | –           | –           | –                | –                |         |         |         |         |         |         |         |         |
| Gašper Vodan | –            | 64            | 70            | –            | –            | –           | –           | –                | –                | –                | –                | –            | –            | –              | –              | –                 | –                 | 41          | 33          | –                | –                |         |         |         |         |         |         |         |         |
| Aljaž Žepič | –            | –             | –             | –            | –            | –           | –           | –                | –                | –                | –                | –            | –            | 48             | 62             | –                 | –                 | –           | –           | –                | –                |         |         |         |         |         |         |         |         |
| Stany Zjednoczone |              |               |               |              |              |             |             |                  |                  |                  |                  |              |              |                |                |                   |                   |             |             |                  |                  |         |         |         |         |         |         |         |         |
| Nicholas Alexander | –            | 37            | 24            | –            | –            | –           | –           | –                | –                | –                | –                | –            | –            | –              | –              | –                 | –                 | –           | –           | 6                | 4                |         |         |         |         |         |         |         |         |
| Hyrum Bailey | –            | –             | –             | –            | –            | –           | –           | –                | –                | –                | –                | –            | –            | –              | –              | 28                | 12                | –           | –           | –                | –                |         |         |         |         |         |         |         |         |
| Kevin Bickner | –            | –             | –             | –            | –            | 39          | 52          | –                | –                | –                | –                | –            | –            | –              | –              | 13                | 10                | –           | –           | 65               | 70               |         |         |         |         |         |         |         |         |
| Andrew Bliss | –            | –             | –             | –            | –            | –           | –           | –                | –                | –                | –                | –            | –            | –              | –              | 10                | 8                 | –           | –           | –                | –                |         |         |         |         |         |         |         |         |
| AJ Brown | –            | –             | –             | –            | –            | 57          | 55          | –                | –                | –                | –                | –            | –            | –              | –              | 26                | 26                | –           | –           | –                | –                |         |         |         |         |         |         |         |         |
| Zach Daniels | –            | –             | –             | –            | –            | –           | –           | –                | –                | –                | –                | –            | –            | –              | –              | 24                | 17                | –           | –           | –                | –                |         |         |         |         |         |         |         |         |
| Trevor Edlund | –            | –             | –             | –            | –            | –           | –           | –                | –                | –                | –                | –            | –            | –              | –              | 22                | 23                | –           | –           | 78               | 80               |         |         |         |         |         |         |         |         |
| Nicholas Fairall | –            | –             | –             | –            | –            | –           | –           | –                | –                | –                | –                | –            | –            | –              | –              | 3                 | 3                 | –           | –           | 16               | 12               |         |         |         |         |         |         |         |         |
| Christian Friberg | –            | –             | –             | –            | –            | –           | –           | –                | –                | –                | –                | –            | –            | –              | –              | 9                 | 6                 | –           | –           | 67               | 68               |         |         |         |         |         |         |         |         |
| Michael Glasder | –            | –             | –             | –            | –            | –           | –           | –                | –                | –                | –                | –            | –            | –              | –              | 5                 | 5                 | –           | –           | 20               | 28               |         |         |         |         |         |         |         |         |
| Alexander Haupt | –            | –             | –             | –            | –            | 16          | 12          | –                | –                | –                | –                | –            | –            | –              | –              | 15                | 10                | –           | –           | –                | –                |         |         |         |         |         |         |         |         |
| Tyler Hutchins | –            | –             | –             | –            | –            | –           | –           | –                | –                | –                | –                | –            | –            | –              | –              | 22                | 25                | –           | –           | –                | –                |         |         |         |         |         |         |         |         |
| Spencer Knickerbocker | –            | –             | –             | –            | –            | –           | –           | –                | –                | –                | –                | –            | –            | –              | –              | 21                | 14                | –           | –           | –                | –                |         |         |         |         |         |         |         |         |
| Christopher Lamb | –            | –             | –             | –            | –            | –           | –           | –                | –                | –                | –                | –            | –            | –              | –              | 1                 | 1                 | –           | –           | –                | –                |         |         |         |         |         |         |         |         |
| Casey Larson | –            | –             | –             | –            | –            | –           | –           | –                | –                | –                | –                | –            | –            | –              | –              | 19                | 20                | –           | –           | –                | –                |         |         |         |         |         |         |         |         |
| Miles Lussi | –            | –             | –             | –            | –            | –           | –           | –                | –                | –                | –                | –            | –            | –              | –              | 17                | 28                | –           | –           | –                | –                |         |         |         |         |         |         |         |         |
| Nicholas Mattoon | –            | –             | –             | –            | –            | 39          | 56          | –                | –                | –                | –                | –            | –            | –              | –              | 6                 | 3                 | –           | –           | 30               | 45               |         |         |         |         |         |         |         |         |
| Dillon Maurer | –            | –             | –             | –            | –            | –           | –           | –                | –                | –                | –                | –            | –            | –              | –              | 27                | 23                | –           | –           | –                | –                |         |         |         |         |         |         |         |         |
| William Rhoads | –            | –             | –             | –            | –            | –           | –           | –                | –                | –                | –                | –            | –            | –              | –              | 14                | 13                | –           | –           | 48               | 67               |         |         |         |         |         |         |         |         |
| Brian Wallace | –            | –             | –             | –            | –            | 7           | 17          | –                | –                | –                | –                | –            | –            | –              | –              | 8                 | 18                | –           | –           | 42               | 58               |         |         |         |         |         |         |         |         |
| Trevor Wert | –            | –             | –             | –            | –            | –           | –           | –                | –                | –                | –                | –            | –            | –              | –              | 11                | 7                 | –           | –           | 75               | 75               |         |         |         |         |         |         |         |         |
| Szwajcaria |              |               |               |              |              |             |             |                  |                  |                  |                  |              |              |                |                |                   |                   |             |             |                  |                  |         |         |         |         |         |         |         |         |
| Olivier Anken | –            | 30            | 21            | –            | –            | –           | –           | 18               | 15               | –                | –                | –            | –            | –              | –              | –                 | –                 | –           | –           | –                | –                |         |         |         |         |         |         |         |         |
| Gillaume Berney | –            | –             | –             | –            | –            | –           | –           | 9                | 4                | –                | –                | –            | –            | –              | –              | –                 | –                 | –           | –           | –                | –                |         |         |         |         |         |         |         |         |
| Tobias Birchler | –            | –             | –             | –            | –            | –           | –           | 27               | 39               | –                | –                | –            | –            | –              | –              | –                 | –                 | –           | –           | 70               | 25               |         |         |         |         |         |         |         |         |
| Luca Egloff | –            | –             | –             | –            | –            | –           | –           | 5                | 8                | –                | –                | –            | –            | –              | –              | –                 | –                 | –           | –           | 45               | 53               |         |         |         |         |         |         |         |         |
| Pascal Egloff | –            | 28            | 29            | –            | –            | –           | –           | 3                | 6                | –                | –                | –            | –            | –              | –              | –                 | –                 | –           | –           | –                | –                |         |         |         |         |         |         |         |         |
| Benjamin Ernst | –            | –             | –             | –            | –            | –           | –           | 38               | 43               | 40               | 52               | –            | –            | –              | –              | –                 | –                 | –           | –           | –                | –                |         |         |         |         |         |         |         |         |
| Björn Fischer | –            | –             | –             | –            | –            | –           | –           | 42               | dns              | –                | –                | –            | –            | –              | –              | –                 | –                 | –           | –           | –                | –                |         |         |         |         |         |         |         |         |
| Manuel Fuchs | –            | –             | –             | –            | –            | –           | –           | 47               | –                | –                | –                | –            | –            | –              | –              | –                 | –                 | –           | –           | –                | –                |         |         |         |         |         |         |         |         |
| Pascal Fuchs | –            | –             | –             | –            | –            | –           | –           | 48               | –                | –                | –                | –            | –            | –              | –              | –                 | –                 | –           | –           | –                | –                |         |         |         |         |         |         |         |         |
| Gabriel Karlen | –            | –             | –             | –            | –            | –           | –           | 14               | 18               | –                | –                | –            | –            | –              | –              | –                 | –                 | –           | –           | 47               | 36               |         |         |         |         |         |         |         |         |
| Pascal Kälin | –            | –             | –             | –            | –            | –           | –           | 8                | 1                | –                | –                | –            | –            | –              | –              | –                 | –                 | –           | –           | –                | –                |         |         |         |         |         |         |         |         |
| Marco Moser | –            | –             | –             | –            | –            | –           | –           | 49               | –                | –                | –                | –            | –            | –              | –              | –                 | –                 | –           | –           | –                | –                |         |         |         |         |         |         |         |         |
| Lukas Niedhart | –            | –             | –             | –            | –            | –           | –           | 43               | 35               | –                | –                | –            | –            | –              | –              | –                 | –                 | –           | –           | –                | –                |         |         |         |         |         |         |         |         |
| Killian Peier | –            | –             | –             | –            | –            | –           | –           | –                | –                | –                | –                | –            | –            | –              | –              | –                 | –                 | –           | –           | 12               | 19               |         |         |         |         |         |         |         |         |
| Manuel Rüegg | –            | –             | –             | –            | –            | –           | –           | 44               | 44               | 54               | 55               | –            | –            | –              | –              | –                 | –                 | –           | –           | 76               | 72               |         |         |         |         |         |         |         |         |
| Marvin Scherrer | –            | –             | –             | –            | –            | –           | –           | 40               | 34               | 45               | 46               | –            | –            | –              | –              | –                 | –                 | –           | –           | 77               | 81               |         |         |         |         |         |         |         |         |
| Andreas Schuler | –            | –             | –             | –            | –            | –           | –           | 12               | 12               | –                | –                | –            | –            | –              | –              | –                 | –                 | –           | –           | 29               | 31               |         |         |         |         |         |         |         |         |
| Pascal Sommer | –            | –             | –             | –            | –            | –           | –           | 2                | 17               | –                | –                | –            | –            | –              | –              | –                 | –                 | –           | –           | 14               | 9                |         |         |         |         |         |         |         |         |
| Luca von Grünigen | –            | –             | –             | –            | –            | –           | –           | 46               | –                | –                | –                | –            | –            | –              | –              | –                 | –                 | –           | –           | –                | –                |         |         |         |         |         |         |         |         |
| Samuel Wiget | –            | –             | –             | –            | –            | –           | –           | 19               | 27               | 25               | 41               | –            | –            | –              | –              | –                 | –                 | –           | –           | 31               | 39               |         |         |         |         |         |         |         |         |
| Szwecja |              |               |               |              |              |             |             |                  |                  |                  |                  |              |              |                |                |                   |                   |             |             |                  |                  |         |         |         |         |         |         |         |         |
| Jakob Grimholm | –            | –             | –             | –            | –            | –           | –           | 30               | 23               | –                | –                | –            | –            | –              | –              | –                 | –                 | 40          | 34          | –                | –                |         |         |         |         |         |         |         |         |
| Erik Gundersson | –            | –             | –             | –            | –            | –           | –           | –                | –                | –                | –                | –            | –            | –              | –              | –                 | –                 | 53          | 49          | –                | –                |         |         |         |         |         |         |         |         |
| Turcja |              |               |               |              |              |             |             |                  |                  |                  |                  |              |              |                |                |                   |                   |             |             |                  |                  |         |         |         |         |         |         |         |         |
| Muhammet İrfan Çintımar | –            | 68            | 74            | –            | –            | –           | –           | –                | –                | –                | –                | –            | –            | 70             | 74             | –                 | –                 | 41          | dns         | –                | –                |         |         |         |         |         |         |         |         |
| Ayberk Demir | –            | 67            | 64            | –            | –            | –           | –           | –                | –                | –                | –                | –            | –            | 75             | 75             | –                 | –                 | 56          | dns         | –                | –                |         |         |         |         |         |         |         |         |
| Fatih Arda İpcioğlu | –            | 69            | 78            | –            | –            | –           | –           | –                | –                | –                | –                | –            | –            | 74             | 73             | –                 | –                 | 45          | dns         | –                | –                |         |         |         |         |         |         |         |         |
| Faik Yüksel | –            | 63            | 54            | –            | –            | –           | –           | –                | –                | –                | –                | –            | –            | –              | –              | –                 | –                 | –           | –           | –                | –                |         |         |         |         |         |         |         |         |
| Ukraina |              |               |               |              |              |             |             |                  |                  |                  |                  |              |              |                |                |                   |                   |             |             |                  |                  |         |         |         |         |         |         |         |         |
| Serhij Drozdow | 28           | –             | –             | –            | –            | –           | –           | –                | –                | –                | –                | dns          | dns          | –              | –              | –                 | –                 | –           | –           | –                | –                |         |         |         |         |         |         |         |         |
| Wołodymyr Hływka | –            | –             | –             | –            | –            | –           | –           | –                | –                | –                | –                | –            | –            | –              | –              | 18                | 16                | –           | –           | –                | –                |         |         |         |         |         |         |         |         |
| Ihor Jakibjuk | –            | –             | –             | –            | –            | 56          | 57          | –                | –                | –                | –                | –            | –            | –              | –              | –                 | –                 | –           | –           | –                | –                |         |         |         |         |         |         |         |         |
| Andrij Kalinczuk | 24           | –             | –             | –            | –            | 55          | 54          | –                | –                | –                | –                | –            | –            | 60             | 70             | –                 | –                 | –           | –           | –                | –                |         |         |         |         |         |         |         |         |
| Andrij Kłymczuk | 20           | –             | –             | 23           | 18           | 14          | 22          | –                | –                | –                | –                | 11           | 9            | 36             | 23             | –                 | –                 | –           | –           | –                | –                |         |         |         |         |         |         |         |         |
| Wadym Mułyk | –            | –             | –             | –            | –            | –           | –           | –                | –                | –                | –                | 28           | 26           | –              | –              | –                 | –                 | –           | –           | –                | –                |         |         |         |         |         |         |         |         |
| Roman Suchomeniuk | –            | –             | –             | –            | –            | –           | –           | –                | –                | –                | –                | 31           | 27           | –              | –              | –                 | –                 | –           | –           | –                | –                |         |         |         |         |         |         |         |         |
| Witalij Szumbareć | –            | –             | –             | –            | –            | 34          | 29          | –                | –                | –                | –                | –            | –            | –              | –              | –                 | –                 | –           | –           | –                | –                |         |         |         |         |         |         |         |         |
| Wołodymyr Werediuk | 22           | –             | –             | 16           | 23           | 18          | 4           | –                | –                | –                | –                | 4            | 4            | 19             | 14             | –                 | –                 | –           | –           | –                | –                |         |         |         |         |         |         |         |         |
| Wasyl Żurakiwski | –            | –             | –             | –            | –            | –           | –           | –                | –                | –                | –                | 18           | 19           | 73             | 38             | –                 | –                 | –           | –           | –                | –                |         |         |         |         |         |         |         |         |
| Węgry |              |               |               |              |              |             |             |                  |                  |                  |                  |              |              |                |                |                   |                   |             |             |                  |                  |         |         |         |         |         |         |         |         |
| Ákos Szilágyi | 29           | –             | –             | –            | –            | –           | –           | –                | –                | –                | –                | –            | –            | –              | –              | –                 | –                 | –           | –           | –                | –                |         |         |         |         |         |         |         |         |
| Włochy |              |               |               |              |              |             |             |                  |                  |                  |                  |              |              |                |                |                   |                   |             |             |                  |                  |         |         |         |         |         |         |         |         |
| Davide Bresadola | –            | –             | –             | –            | –            | –           | –           | –                | –                | –                | –                | –            | –            | –              | –              | –                 | –                 | –           | –           | 54               | 77               |         |         |         |         |         |         |         |         |
| Federico Cecon | –            | –             | –             | –            | –            | –           | –           | –                | –                | –                | –                | –            | –            | –              | –              | –                 | –                 | 48          | 45          | 72               | 64               |         |         |         |         |         |         |         |         |
| Alessio De Crignis | –            | dsq           | 51            | –            | –            | –           | –           | 15               | 13               | –                | –                | –            | –            | –              | –              | –                 | –                 | 19          | 10          | 34               | 27               |         |         |         |         |         |         |         |         |
| Zeno Di Lenardo | –            | –             | –             | –            | –            | –           | –           | 39               | 30               | –                | –                | –            | –            | –              | –              | –                 | –                 | 30          | 38          | 68               | 73               |         |         |         |         |         |         |         |         |
| Diego Dellasega | –            | 59            | 27            | –            | –            | –           | –           | –                | –                | –                | –                | –            | –            | –              | –              | –                 | –                 | –           | –           | 25               | 35               |         |         |         |         |         |         |         |         |
| Roberto Dellasega | –            | 16            | 39            | –            | –            | –           | –           | –                | –                | –                | –                | –            | –            | –              | –              | –                 | –                 | –           | –           | –                | –                |         |         |         |         |         |         |         |         |
| Alex Insam | –            | –             | –             | –            | –            | –           | –           | 22               | 16               | –                | –                | –            | –            | –              | –              | –                 | –                 | –           | –           | –                | –                |         |         |         |         |         |         |         |         |
| Michael Lunardi | –            | 31            | 18            | –            | –            | –           | –           | 7                | 5                | –                | –                | –            | –            | –              | –              | –                 | –                 | 13          | 27          | 36               | 30               |         |         |         |         |         |         |         |         |
| Daniele Varesco | –            | –             | –             | –            | –            | –           | –           | –                | –                | –                | –                | –            | –            | –              | –              | –                 | –                 | 36          | 35          | –                | –                |         |         |         |         |         |         |         |         |
| Legenda |              |               |               |              |              |             |             |                  |                  |                  |                  |              |              |                |                |                   |                   |             |             |                  |                  |         |         |         |         |         |         |         |         |
| 1-3 4-30 poniżej 30 dns – Zawodnik zgłoszony nie wystartował w konkursie dsq – Zawodnik zdyskwalifikowany w konkursie - – Zawodnik nie zgłoszony do konkursu |              |               |               |              |              |             |             |                  |                  |                  |                  |              |              |                |                |                   |                   |             |             |                  |                  |         |         |         |         |         |         |         |         |

## Klasyfikacja generalna
| Miejsce | Zawodnik             | Występy | Punkty |
| ------- | -------------------- | ------- | ------ |
| 1.      | David Unterberger    | 6       | 367    |
| 2.      | Markus Eisenbichler  | 6       | 325    |
| 3.      | Markus Schiffner     | 4       | 300    |
| 4.      | Tobias Bogner        | 10      | 290    |
| 5.      | Michaił Maksimoczkin | 10      | 281    |
| 6.      | Daniel Althaus       | 8       | 259    |
| 7.      | David Winkler        | 6       | 258    |
| 8.      | Felix Schoft         | 4       | 240    |
| 9.      | Tobias Lugert        | 6       | 239    |
| 10.     | Michael Dreher       | 6       | 236    |
| ...     |                      |         |        |